# Хрипуны
Хрипуны (укр. Хрипуни), село, 
Жовтневый Второй сельский совет,
Волчанский район,
Харьковская область. 

## Географическое положение
Село Хрипуны находится на расстоянии в 1 км от реки Волчья (левый берег), рядом протекает безымянный ручей на котором сделана запруда (~20 га), на расстоянии в 2 км расположены сёла Малая Волчья, Варваровка.

## История
- 1695 — дата основания.Запись о переводе в х. Хрипун с х. Деревянкина В ревизской сказке за 1858 год, в хутор Хрипунъ, Волчанского уезда Харьковской губернии, переведени семьи из х. Деверянкина, Валуйского уезда, Воронежской губернии[1]

## Население
Население по переписи 2019 года составляет 68 (33/35 м/ж) человек.

## Экономика
- В селе есть молочно-товарная, свино-товарная и овце-товарная фермы, машинно-тракторные мастерские.

## Объекты социальной сферы
- Школа.
- Клуб.
- Дом культуры.
- Фельдшерско-акушерский пункт.
- Больница.

## Достопримечательности
- Братская могила советских воинов.